# Mel Lewis
Mel Lewis, cuyo verdadero nombre era Melvin Sokoloff (Buffalo, New York, 10 de mayo de 1929- 2 de febrero de 1990) fue un batería y director de orquesta estadounidense de jazz.
Desde 1948, estuvo tocando en grandes big bands, como la de Boyd Raemburn, Ray Anthony y otras, pero sobre todo con Stan Kenton (1954-1956), aunque alternó este trabajo con actuaciones con Frank Rosolino o Hampton Hawes. Después estuvo en las bandas de Gerald Wilson y en la de Terry Gibbs (1959). Influido por el estilo de Shelly Manne, en los años siguientes realizó un gran número de grabaciones con los principales músicos de la escena de la Costa Oeste, entre ellos Bob Brookmeyer, Art Pepper, Jimmy Raney, Bud Shank, Shorty Rogers, además de Herbie Mann y, por supuesto, Woody Herman. Estuvo de gira por Europa con Friedrich Gulda, hasta que se incorpora al grupo de Gerry Mulligan, en 1964, tras realizar una gira por la URSS con la banda de Benny Goodman.
Se asocia con Thad Jones para crear su propia big band, en 1965, que consiguió un enorme prestigio y se convirtió en el campo de forja de buena parte de los instrumentistas modernos: Steve Coleman, Jon Faddis, Lew Soloff, George Mraz, Billy Harper, Jimmy Knepper, Roland Hanna, y la cantante Dee Dee Bridgewater, más algunos boppers como Pepper Adams. En los años 1970, esta banda arrasó en todos los polls de la revista Down Beat. En 1979, Jones dejó sus funciones en la banda, y Lewis continuó en solitario al frente de la misma, con nuevas incorporaciones como Joe Lovano, Tom Harrell, Kenny Garrett o Marc Johnson.